# Panurgica basilewskyi
Panurgica basilewskyi es una especie de mantis de la familia Hymenopodidae.

## Distribución geográfica
Se encuentra en el Congo.